# Nicola d'Oresme
(Nicole Oresme)
Nicola d'Oresme, in francese Nicole Oresme  o d'Oresme (Fleury-sur-Orne, 1323 – Lisieux, 11 luglio 1382), è stato un matematico, fisico, astronomo, economista, vescovo, filosofo, psicologo e musicologo francese.
Fu uno dei più famosi e influenti pensatori del tardo Medioevo; fu inoltre appassionato teologo, traduttore competente, influente consigliere di re Carlo V di Francia e vescovo della diocesi di Lisieux. Fu filosofo della Scolastica e viene considerato tra i principali fondatori e divulgatori delle scienze moderne e uno dei più originali pensatori del XIV secolo.

## Biografia
Oresme nacque intorno al 1320-1325 nel villaggio di Allemagne (oggi Fleury-sur-Orne) vicino a Caen, nella diocesi di Bayeux in Normandia. Non si sa praticamente nulla della sua famiglia. Il fatto che Oresme frequentasse il Collegio di Navarra, un'istituzione patrocinata e sovvenzionata dalla famiglia reale a favore di studenti troppo poveri per pagarsi gli studi presso l'Università di Parigi, lascerebbe supporre che provenisse da una famiglia di contadini.
Studiò le Arti Liberali a Parigi (prima del 1342) insieme a Jean Buridan (il cosiddetto fondatore della Scuola Francese di filosofia naturale), ad Alberto di Sassonia e, forse, a Marsilio di Inghen, e lì ricevette il Magister Artium. Una lettera papale ritrovata recentemente, relativa a un provvedimento che garantiva a Nicola il diritto a un beneficio, comprova che era già maestro reggente nelle arti dal 1342. Questa data di laurea così precoce della laurea colloca Oresme a Parigi durante la crisi della filosofia naturale di Guglielmo di Ockham. Nel 1348 era studente di teologia cristiana a Parigi; nel 1356 conseguì il titolo di dottore e nello stesso anno divenne Gran Maestro (grand-maître) del Collège de Navarre.
Molti dei suoi trattati latini più meditati risalgono a prima del 1360 e mostrano come, a quella data, Oresme fosse già affermato come filosofo scolastico e con un'altissima reputazione; questo attirò l'attenzione della famiglia reale e lo mise in stretto contatto con il futuro Carlo V di Francia nel 1356. A partire dal 1356, durante la prigionia del padre, Giovanni II, in Inghilterra, Carlo agì come regnante e dal 1364 al 1380, come Re di Francia. Il 2 novembre 1359, Oresme divenne segretario del Re (secretaire du roi) e nel periodo seguente sembra fosse stato nominato cappellano e consigliere del Re. Pare che Carlo avesse la più alta stima per il carattere e il talento di Oresme, spesso seguì i suoi consigli e gli commissionò molte opere in francese, allo scopo di divulgare le scienze e il gusto per la cultura in tutto il regno. Su insistenza di Carlo, Oresme pronunciò un discorso davanti alla corte papale di Avignone, denunciando il disordine ecclesiastico di quel tempo. Secondo una lunga tradizione, Oresme sarebbe stato anche il tutore del Delfino di Francia (che più tardi divenne Carlo VI), ma la cosa non è certa.
Oresme fu per tutta la vita amico intimo e consigliere di Re Carlo Le Sage, fino alla morte di questi, avvenuta nel 1380. La sua influenza sulla politica progressista, economica, etica e filosofica di Carlo fu probabilmente molto forte, ma un'approfondita indagine di questi fatti non è stata ancora compiuta. Oresme fu la persona più importante di una stretta cerchia di intellettuali alla corte di Carlo, quali Raoul de Presle e Philippe de Mézières.
La fiducia del re nelle capacità di Oresme è evidenziata dal fatto che il Gran Maestro di Navarre fu inviato dal "Delfino di Francia" a chiedere un prestito alle autorità municipali di Rouen nel 1356 e di nuovo nel 1360. Nel 1361, con il sostegno di Carlo, mentre era ancora gran maestro di Navarre, Oresme fu nominato arcidiacono di Bayeux. È noto che Oresme, fervente filosofo scolastico, abbandonò mal volentieri l'interessante posizione di gran maestro.
Il 23 novembre 1362, anno in cui divenne maestro di teologia, Oresme fu nominato canonico della Cattedrale di Rouen: all'epoca di questa nomina insegnava ancora regolarmente presso l'Università di Parigi. Il 10 febbraio 1363, fu nominato canonico alla Sainte-Chapelle, ricevette una semi-prebenda e il 18 marzo 1364 fu elevato alla posizione di decano della Cattedrale di Rouen.
È probabile che la mano regale di Giovanni il Buono, padre di Carlo, sia stata influenzata dai suggerimenti del delfino, visti i frequenti cambiamenti di posizione di Oresme.
Durante lo svolgimento dei diversi ruoli a lui assegnati di volta in volta nella cattedrale di Rouen (1364-1377), Oresme trascorse molto tempo a Parigi, soprattutto per occuparsi degli affari dell'Università. Sebbene molti documenti attestino la presenza di Oresme a Parigi, non possiamo altresì affermare che egli insegnasse anche là a quell'epoca.
Con l'inizio delle prolungate attività di traduzione di Oresme, su richiesta di Carlo V, egli risiedette in modo continuativo a Parigi, come è provato dalle lettere datate dal 28 agosto all'11 novembre 1372, inviate da Carlo a Rouen. La permanenza di Oresme a Parigi sembra esser stata prolungata da Carlo fino al 1380, quando Oresme iniziò a lavorare alla sua traduzione dell'Etica Nicomachea di Aristotele nel 1369, che sembra sia stata completata nel 1370. La traduzione della Politica e della Economia di Aristotele sembra essere stata completata tra il 1372 e il 1374, il De caelo et mundo nel 1377. Oresme ricevette una pensione dalla tesoreria reale agli inizi del 1371 come ricompensa per il suo grande lavoro.
Grazie all'infaticabile lavoro svolto per Carlo e la famiglia reale, il 3 agosto 1377 con l'appoggio del Re, Oresme ricevette l'incarico di vescovo di Lisieux. Sembra che Oresme non avesse preso dimora a Lisieux fino al mese di settembre del 1380 e si sa poco riguardo agli ultimi cinque anni della sua vita. Oresme morì a Lisieux l'11 luglio 1382, due anni dopo la morte del Re Carlo, e fu seppellito nella cattedrale.

## L'attività scientifica

### Economia
In economia Oresme sostenne la teoria della moneta-merce contrariamente al pensiero corrente dell'epoca e anticipò un principio chiamato poi "Legge di Gresham". Il suo pensiero economico è contenuto in un Commento sull'"Etica" di Aristotele (1370), in un Commento sulla "Politica" e l'"Economia" di Aristotele (1371) e nel Trattato sulle Monete (De origine, natura, jure et mutationibus monetarum), opere scritte sia in latino che in francese; da esse, e specialmente dall'ultima, si evince che l'autore è stato un precursore della scienza dell'economia politica. Esse rivelano anche la sua padronanza della lingua francese e in questo modo, Oresme divenne uno dei primi fondatori del linguaggio e della terminologia scientifica francese: coniò un gran numero di termini scientifici in francese e anticipò l'utilizzo di termini latini nel linguaggio scientifico del XVIII secolo.
L'opera in francese Commenti sull'Etica di Aristotele fu stampata a Parigi nel 1488; quella sulla Politica e l'Economia nel 1489; il Trattato sulle monete fu stampato a Parigi all'inizio del XVI secolo. Il Traité de la première invention des monnoies, in francese, fu stampato a Bruges nel 1477.

### Matematica
Il suo contributo più importante alla matematica è contenuto nel Tractatus de configuratione qualitatum et motuum, ancora in forma di manoscritto. Nella "qualità" o nella forma casuale, come il calore, gli Scolastici distinguevano l'intensio (il grado di calore in ogni punto) e l'extensio (come la lunghezza della barra riscaldata). Questi due termini furono spesso sostituiti da latitudo e longitudo e, dai tempi di Tommaso d'Aquino fino al XIV secolo, ci fu un vivace dibattito sulla latitudo formae. Per amore di chiarezza, Oresme ebbe l'idea di utilizzare ciò che dovremmo chiamare coordinate rettangolari nella terminologia moderna, una lunghezza proporzionale alla longitudo, l'ascissa di un dato punto e una perpendicolare a quel punto, proporzionale alla latitudo, l'ordinata. Oresme mostra che la proprietà geometrica di una tale figura potrebbe essere considerata come corrispondente ad una proprietà della forma stessa. I parametri longitudo e latitudo possono variare o rimanere costanti. Oresme definisce latitudo uniformis quella rappresentata da una linea parallela alla longitudo, e ogni altra latitudo è difformis; la latitudo uniformiter difformis è rappresentata da una linea retta inclinata rispetto all'asse della longitudo.
Oresme dimostrò che questa definizione è equivalente ad una relazione algebrica in cui figurerebbero le "longitudini" e le "latitudini" di ogni terna di punti: cioè, ottiene l'equazione della linea retta, e quindi precede di molto Cartesio nell'invenzione della geometria analitica. Nella sua dottrina, Oresme considera anche le figure a tre dimensioni. Oltre alla longitudo e alla latitudo di una forma, prese in considerazione anche la mensura o quantitas della forma, proporzionale all'area della figura che la rappresenta. Dimostrò il seguente teorema: una forma uniformiter difformis ha la stessa quantità di una forma uniformis della stessa longitudo e avente come latitudo la media tra i due limiti estremi della prima. Dimostrò poi come questo metodo di raffigurare la latitudo delle forme fosse applicabile al movimento di un punto, a condizione che il tempo fosse assunto come longitudo e la velocità come latitudo; la quantità è allora lo spazio percorso in un dato tempo. In virtù di questa trasposizione, il teorema della latitudo uniformiter difformis divenne la legge dello spazio percorso nel caso del moto che varia uniformemente. Oresme dimostrò esattamente ciò che fece Galileo solo nel XVII secolo. Inoltre, questa legge non fu mai dimenticata durante l'intervallo di tempo tra Oresme e Galileo, perché la insegnarono ad Oxford William Heytesbury e i suoi discepoli, poi a Parigi e in Italia, tutti i successivi discepoli di questa scuola.
Nell'Algorismus proportionum e nel De proportionibus proportionum, Oresme sviluppò il primo metodo di calcolo delle potenze con esponenti razionali (ossia frazionari), cioè il calcolo delle proporzioni irrazionali (proportio proportionum). Alla base del metodo c'era l'uguaglianza posta da Oresme tra grandezze continue e numeri discreti, un'idea che a Oresme venne dalla teoria musicale del monocordo (sectio canonis). In questo modo, Oresme superò il limite pitagorico della divisione regolare di intervalli pitagorici come 8/9, 1/2, 3/4, 2/3 e fornì lo strumento per generare il temperamento equabile 250 anni prima di Simon Stevin. Ecco come suddividere un'ottava, ossia un rapporto {\displaystyle 2:1}, in dodici parti uguali:
{\displaystyle \left({\frac {2}{1}}\right)^{\frac {1}{12}}\cdot \left({\frac {2}{1}}\right)^{\frac {1}{12}}\cdots \left({\frac {2}{1}}\right)^{\frac {1}{12}}=\left({\frac {2}{1}}\right)^{\frac {12}{12}}={\frac {2}{1}}}.
Oresme utilizzò questo metodo nella sua sezione musicale del Tractatus de configurationibus qualitatum et motuum nell'ambito della sua "teoria degli ipertoni o toni parziali" per produrre proporzioni irrazionali del suono (timbro brutto o colore del tono) nella direzione di un "tono parziale continuo" (rumore bianco). Infine Oresme si interessò molto ai limiti, ai valori di soglia e alle serie infinite mediante addizioni geometriche (Tractatus de configurationibus qualitatum et motuum, Questiones super geometriam Euclidis) che prepararono la via per il calcolo infinitesimale di Leibniz e Newton. Dimostrò la divergenza della serie armonica, utilizzando il metodo standard insegnato ancora oggi nelle lezioni di calcolo.

### Musicologia
Oresme, l'amico più giovane del famoso teorico della musica Philippe de Vitry, compositore e vescovo di Meaux, è considerato il fondatore della moderna musicologia. Egli trattò, con senso moderno, quasi tutti i temi della musicologia quali:
- acustica (in Expositio super de anima, Quaestiones de anima, De causis mirabilium, De configurationibus, De commensurabilitate vel incommensurabilitate),
- estetica musicale (in De configurationibus, De commensurabilitate vel incommensurabilitate),
- fisiologia della voce e dell'udito (in Quaestiones de sensu, Expositio super de anima),
- psicologia dell'udito (in Quaestiones de anima, De causis mirabilium, Quaestiones de sensu),
- teoria della misurazione musicale (in Tractatus specialis de monocordi,[8] De configurationibus, Algorismus proportionum),
- teoria della musica (in De configurationibus),
- esecuzione musicale (in De configurationibus),
- filosofia della musica (in De commensurabilitate vel incommensurabilitate).

Nelle sue opere Tractatus de configurationibus qualitatum et motuum e la collegata "pluridimensionalità funzionale" si può notare che esse presentano delle strette correlazioni con i moderni diagrammi musicologici e, cosa più importante, con la notazione musicale, che ugualmente quantifica e visivamente rappresenta le variazioni di un suono secondo date misure di extensio (intervalli di tempo) e di intensio (tono). Le complesse rappresentazioni delle notazioni musicali divennero, nelle opere di Oresme, configurationes qualitatum o difformitates compositae, musica funzionante ancora di più secondo un paradigma legittimante.
L'ambito della musica, comunque, non solo fornì una legittimazione empirica alla teoria di Oresme, ma fu di aiuto per esemplificare i vari tipi di configurazioni uniformi e difformi che Oresme aveva sviluppato, in particolare l'idea che le configurazioni dotavano le qualità di specifici effetti, estetici o di altro tipo, che potevano essere analiticamente catturati mediante rappresentazioni geometriche. Quest'ultimo punto ci aiuta a spiegare il generalizzato approccio estetico ai fenomeni naturali da parte di Oresme, che era basato sulla convinzione che la valutazione estetica dell'esperienza sensoriale (graficamente rappresentabile) fornisse un adeguato principio di analisi.
Oresme cercò i parametri del suono in modo empirico sia a livello acustico microstrutturale della singola tonalità sia a livello macrostrutturale della polifonia. Nel tentativo di catturare analiticamente i vari parametri fisici, psicologici ed estetici del sonus in conformità con la extensio e la intensio, Oresme volle rappresentarli come le condizioni degli infinitamente variabili gradi della pulchritudo e della turpitudo. Il livello a cui arrivò con questo metodo è cosa più che unica per il Medioevo, perché rappresenta la più completa descrizione matematica del fenomeno musicale prima che Galileo scrivesse i suoi  Discorsi. Degno di nota in questa impresa di Orseme è non solo la scoperta dei "toni parziali" o ipertoni tre secoli prima di Marin Mersenne, ma anche il riconoscimento della relazione intercorrente tra ipertoni e colore dei suoni, che Oresme spiegò in una dettagliata teoria fisico-matematica la cui complessità fu raggiunta di nuovo nel XIX secolo da Hermann von Helmholtz.
Infine, dobbiamo anche ricordare l'intendimento meccanicistico da parte di Oresme del suono nel suo Tractatus de configuratione et qualitatum motuum come uno specifico discontinuo tipo di movimento (vibrazione), della risonanza come un fenomeno di ipertono e della relazione di consonanza e dissonanza, che andarono anche oltre la teoria della coincidenza della consonanza formulata nel XVII secolo.
Mediante la sua specialissima "teoria delle specie"(multiplicatio specierum) Oresme formulò la prima corretta teoria dell'onda del suono e della luce, 300 anni prima di Christian Huygens. Con questa teoria, Oresme descrive un trasporto di pura energia senza alcuna diffusione di materia. Il termine species, nel senso usato da Oresme, significa la stessa cosa del termine moderno "forma dell'onda".
Oresme scoprì anche il fenomeno dei toni parziali o ipertoni, 300 anni prima di Mersenne (vedi sopra) e la relazione fra ipertoni e timbrica, 450 anni prima di Joseph Sauveur. Nella dettagliatissima "teoria fisico-matematica dei toni parziali e del timbro", Oresme anticipò la teoria formulata da Hermann von Helmholtz nel 1800.
Nella sua estetica musicale, Oresme formulò una moderna soggettiva "teoria della percezione", che non era la percezione dell'oggettiva bellezza del Creato, bensì il processo costruttivo della percezione che è la causa della percezione del bello o del brutto tramite i sensi. Quindi, da ciò si può dedurre che ogni individuo percepisce un altro "mondo".

### Psicologia
Oresme fu un valente studioso di psicologia, che mediante un efficace metodo empirico, investigò l'intero complesso dei fenomeni della psiche umana. Oresme fu persuaso della validità dell'attività del sensus interior e della costruttività, complessità e soggettività della percezione del mondo. Basandosi su queste progressistiche nozioni, Oresme entrò a far parte della "Scuola Parigina di Psicologia" che comprendeva autori quali Jean Buridan, Bartolomeo di Bruges, Jean de Jandun, Heinrich von Langenstein, e le sue opere furono messe in stretta relazione con quelle di scienziati dell'ottica come Alhazen, Ruggero Bacone, Witelo, John Pecham. Ma è anche da ricordare che l'innovativa e ardita mente di Oresme anticipò molti importanti fatti della psicologia del XIX e XX secolo, in specie, nel campo della psicologia cognitiva, psicologia della percezione, psicologia della coscienza e della psicofisica.
Oresme scoprì l'"inconscio psicologico" e la sua grande importanza per la percezione e il comportamento. A partire da ciò, egli formulò la eccellente "teoria delle conclusioni inconsce della percezione" (500 anni prima che Hermann von Helmholtz formulasse la sua "ipotesi delle due attenzioni"), concernente l'attenzione conscia e inconscia come presa in esame dagli studiosi nel XX secolo.
Con la sua moderna "teoria della cognizione", Oresme dimostrò che non esistono al di fuori della coscienza umana categorie, termini, qualità e quantità. Per esempio, Oresme svelò le cosiddette "qualità primarie" come misura, posizione, forma, moto, riposo, ecc. (trattate dagli scienziati del XVII secolo, Galilei, John Locke etc.) e sostenne che esse non erano presenti in modo "oggettivo" nel mondo esterno, bensì dovevano essere considerate come delle complesse costruzioni cognitive della psiche formulate nelle condizioni individuali del corpo e dell'anima dell'uomo.
Poiché la realtà è solo in un momento privo d'estensione (instantia), Oresme argomentò che nessuna azione può esistere eccetto che a livello della coscienza. Ciò significa che l'azione è un risultato della percezione e della memoria, nel senso dell'attiva composizione del "prima" e del "dopo". Questa ingegnosa teoria si rende plausibile nel campo del suono. Oresme scrisse: «Se una creatura esistesse senza memoria, non potrebbe mai sentire un suono...». Il suono, dunque, è un costrutto umano e niente altro.
Oresme risolse il problema del dualismo mondo fisico/mondo psichico ricorrendo allo schema tripartito species - materia - qualitas sensibilis (in termini moderni: informazione - mezzo - significato). La species (l'informazione) trasportabile come un'onda sonora, muta il mezzo che attraversa (legno, aria, acqua, sistema nervoso, etc.) e il sensus interior da essa trae per mezzo di conclusioni inconsce un significato soggettivo.
Le idee di Oresme sulla psiche sono di tipo meccanicistico. I processi psichici e fisici sono equivalenti nella loro struttura (configuratio qualitatum et motuum). Ogni struttura presenta un momento qualitativo (psichico) e uno quantitativo (fisico); ed è per questo che i processi psicologici (le intensità) possono essere misurati come quelli fisici. In tal modo, Oresme fornì la prima legittimazione scientifica della misurazione della psiche e anche dell'anima immateriale in contrapposizione ad Aristotele e agli Scolastici.
Per esempio, Oresme formulò due regole della psicologia (De causis mirabilium). La prima regola recita: «Con un incremento del numero di giudizi inconsci della percezione (intensità del significato) aumenta la probabilità di falsi giudizi e in questo modo la probabilità di errori percettivi». La seconda regola recita: «Quanto più il numero dei giudizi inconsci della percezione vanno oltre un certo limite, tanto più improbabile è un errore fondamentale di percezione perché esso non inficia la maggioranza di giudizi inconsci». Il punto teoretico di queste regole e altre correlate è che la percezione non è altro che un valore di probabilità nell'area indefinita di queste due regole. La percezione non è mai una "fotografia" di ciò che ci circonda, bensì una complessa costruzione senza alcuna assoluta evidenza.
Tuttavia, il contributo maggiore di Oresme fu rivolto alla psicologia della percezione. Egli fu l'unico in tutto il Medioevo a scrivere un trattato sulla percezione e i suoi disturbi e disfunzioni (De causis mirabilium), in cui esaminò ciascun senso (vista, udito, tatto, odorato, gusto) e le funzioni cognitive. Con lo stesso metodo usato dagli psicologi del XX secolo, cioè per mezzo dell'analisi di disfunzioni e disturbi, Oresme riconobbe, già allora, molte leggi essenziali della percezione, per esempio la Gestaltgesetze  500 anni prima di Christian von Ehrenfels, i limiti della percezione (maxima et minima), ecc.

### Filosofia naturale
(Nicola Oresme)
Oresme anticipò molte essenziali idee proprie dei tempi moderni, quali l'intuizione dell'incommensurabilità delle proporzioni naturali, la complessità, l'indeterminazione e l'infinita mutabilità del mondo. Nel lineare e, al contempo, progressistico mondo di Oresme ogni cosa ogni volta è unica e nuova e perciò allo stesso modo lo è la conoscenza umana.
Il modello eccellente di questo nuovo infinito mondo del XIV secolo fu l'oresmiana machina musica (in contrapposizione alle infinite ripetizioni presenti nella musica mundana dell'antichità). Per Oresme in modo analogo con la musica, mediante un limitato numero di parametri e proporzioni, chiunque potrebbe produrre delle strutture molto complesse, di infinita mutabilità e mai ripetitive (De configurationibus qualitatum et motuum, De commensurabilitate vel incommensurabilitate, Quaestio contra divinatores). Basandosi sui principi musico-matematici di incommensurabilità, irrazionalità e complessità, Oresme finalmente creò una dinamica struttura-modello per la formazione di sostanziali specie e individui della natura, la cosiddetta "teoria della perfectio specierum" (De configurationibus qualitatum et motuum, Quaestiones super de generatione et corruptione, Tractatus de perfectionibus specierum).
Utilizzando un'analogia delle qualità musicali con le prime e seconde qualità di Empedocle, un individuo oresmiano si trasforma in un sistema che si autorganizza e che si preoccupa di raggiungere il suo stato ottimale difendendosi dagli influssi negativi dell'ambiente in cui vive. Questo "controllo iterativo automatico" influenza la forma sostanziale (forma substantialis), già presente, nel senso moderno, nei principi di evoluzione, adattamento e mutazione del materiale genetico.
Un ulteriore approccio progressista di Oresme si rinviene nella sua estesa indagine sui valori e misurazioni approssimati fatta mediante i margini di errore. Egli formulò la teoria della probabilità, allo stesso modo, nei campi della psicologia, fisica e matematica.
Ecco un esempio delle anticipazioni da parte di Oresme degli elementi della moderna stocastica (De proportionibus proportionum). Oresme afferma: «Se prendiamo una moltitudine di numeri interi positivi, la quantità di interi perfetti o di cubi perfetti è molto inferiore rispetto a quella di altri numeri». Inoltre, più numeri prendiamo più ampio è il rapporto intercorrente fra i numeri non-cubi e i cubi ovvero fra numeri imperfetti e perfetti. Perciò, se non conosciamo un numero è probabile (verosimile) che detto numero non sia un cubo. Così avviene nel gioco (sicut est in ludis) in cui qualcuno ci chiede se un numero ignoto sia un cubo. È preferibile rispondere con un 'No' perché ciò è più probabile (probabilius et verisimilius).
Oresme considerò un insieme di 100 differenti oggetti matematici che aveva formato in un certo modo e determinò che da ciascuna coppia di elementi possono essere formate (100 • 99) : 2 = 4950 combinazioni. In queste combinazioni, 4925 mostrano un'interessante qualità E, mentre le rimanenti 25 non presentano questa qualità. Infine, Oresme calcolò 4925: 25 = 197: 1 e concluse che è probabile (verosimile) che se qualcuno cerca tale ignota combinazione questa presenterà la qualità E.
Quindi Oresme calcolò il numero di casi favorevoli e sfavorevoli e i relativi quozienti. Tuttavia, egli non ottenne il quoziente risultante dal numero dei casi favorevoli e il numero dei casi egualmente possibili. Oresme non riuscì ad ottenere la "misura della probabilità", tuttavia sviluppò un ingegnoso strumento per valutare quantitativamente la "facilità" di compimento di un evento. Oresme usò per i suoi calcoli di probabilità dei termini come verosimile, probabile / probabilius, improbabile / improbabilius, verosimile / verisimilius / maxime verisimile e possibile equaliter. Nessuno prima di lui, e neanche per lungo tempo dopo, usò queste parole nel contesto delle probabilità di gioco o aleatorie in genere. I metodi di Oresme li ritroviamo di nuovo nelle opere di Galileo Galilei e di Blaise Pascal nel XVII secolo.
Ricordiamo un esempio di Oresme per la probabilità in fisica. Nelle sue opere De commensurabilitate vel incommensurabilitate, De proportionibus proportionum, Ad pauca respicientes ecc. egli afferma: «Se consideriamo due grandezze naturali ignote come il moto, il tempo, la distanza, etc., è molto probabile (verisimillius et probabilius) che il loro rapporto sia irrazionale invece che razionale.» Secondo Oresme questo teorema è in genere applicabile a tutta la natura, al mondo terreno e a quello divino. Questa posizione ha un grande effetto sul modo in cui Oresme considera la necessità e la contingenza, e di conseguenza sul modo in cui considera le leges naturae e critica l'astrologia.

### Fisica
Il pensiero di Oresme riguardo alla fisica è esposto in due opere, il Traité de la sphère e il Traité du ciel et du monde, scritto nel 1377 su richiesta del Re Carlo V, che non venne mai stampato. Nella maggior parte dei problemi essenziali di statica e dinamica, Oresme si attiene alle posizioni sostenute a Parigi dal suo predecessore, Jean Buridan de Béthune, e dal suo coetaneo, Alberto di Sassonia. In contrapposizione alla teoria aristotelica dei pesi, secondo la quale la naturale collocazione dei corpi pesanti è al centro del mondo, mentre quella dei corpi leggeri è nella concavità della sfera lunare, Oresme propose quanto segue: «Gli elementi tendono a disporsi in una maniera tale che dal centro verso la periferia il loro peso specifico diminuisce gradatamente». Oresme pensava che una regola simile potesse applicarsi anche in mondi diversi dal nostro. Oresme scrisse sul quotidiano moto della terra, un argomento cui dedicò ampie spiegazioni alla fine, rispettivamente, dei capitoli xxiv e xxv del Traité du ciel et du monde: per cominciare, stabilì che con nessun esperimento si può stabilire se è il cielo a girare da est verso ovest oppure è la terra a ruotare da ovest verso est, perché l'esperienza sensoriale non può stabilire niente altro che un moto relativo. Quindi dimostrò la non validità delle ragioni addotte dalla fisica aristotelica contro il moto della terra.
Oresme sottolineò, in modo particolare, il principio ricavato dal movimento dei proiettili per risolvere la questione: egli confutò l'obiezione più diffusa all'epoca, che si basava sulla domanda: perché una freccia scoccata verticalmente in aria non cade davanti o dietro all'arciere nel ricadere sulla persona stessa? La risposta fu che la freccia così lanciata aveva non solo una spinta verticale data dall'arco ma anche un moto orizzontale dato dalla Terra che gira.
Oresme per primo sostenne l'identica natura del colore e della luce. Secondo la corretta credenza di Oresme "i colori sono parti dalla luce bianca". Anche questa ingegnosa teoria venne ispirata dalle ricerche musicologiche condotte da Oresme: nella sua teoria degli ipertoni e della timbrica Oresme fece un'analogia fra i fatti musicali e il fenomeno della mescolanza dei colori posti su un piano rotante.
La geniale scoperta della curvatura della luce dovuta alla rifrazione atmosferica: nel trattato De visione stellarum Oresme si chiese se le stelle fossero collocate realmente nel punto del cielo in cui esse ci appaiono. Ricorrendo all'ottica, Oresme rispose che le stelle non erano lì dove ci sembra di vederle. Oresme propose una corretta soluzione del problema della rifrazione atmosferica, cioè la luce viaggia lungo una curva attraverso un mezzo di densità uniformemente variabile e arrivò a questa soluzione utilizzando gli infinitesimali. Oresme, mettendo in dubbio tutti i dati acquisiti con il senso della vista, concluse che pressoché nulla di ciò che vediamo nel cielo o sulla terra è collocato realmente lì dove ci appare.

## Edizioni delle opere di Nicola Oresme
- (LA) De latitudinibus formarum, Impressus ac dilige[n]ti cura eme[n]datus padue, Matthaeus Cerdonis, 1486. URL consultato l'11 marzo 2015.

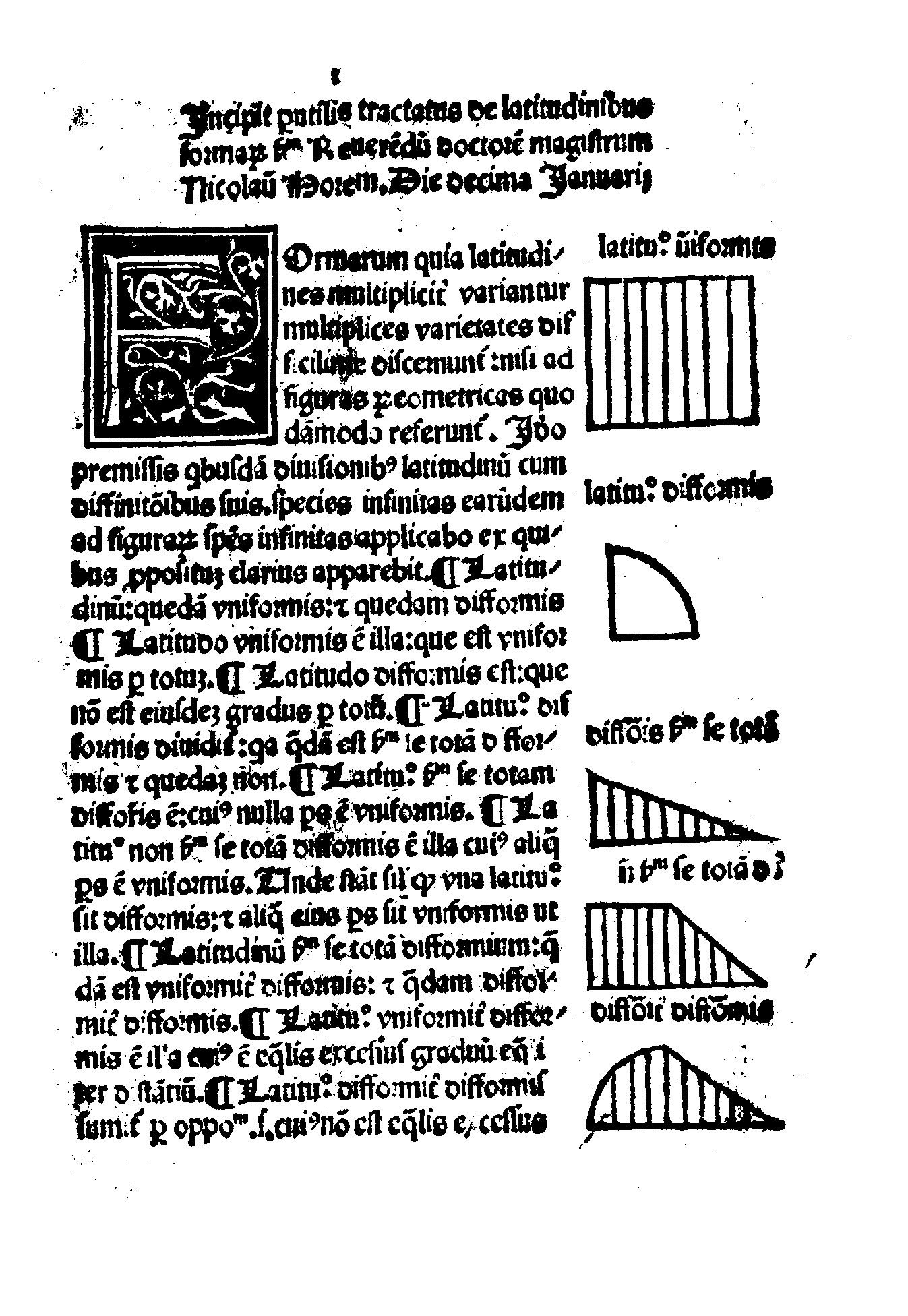
De latitudinibus formarum, 1486

- Traictie de la première invention des monnoies, a cura di Louis Wolowski, Paris 1864 (repr. Genève 1976)
- Le livre du ciel et du monde; texte et commentaire, a cura di Albert D. Menut e Alexandre Joseph Denomy, New York - London 1941-1943
- Traité de l'espère, McCarthy, Lillian, 1943 (rist. 1974)
- G.W. Coopland, Nicole Oresme and the astrologers: a study of his livre "De divinacions" (Tractatus contra astronomos), The university press, Liverpool 1952
- Quaestiones super geometriam Euclidis, edited by H.L.L. Busard, Leiden 1961 (rist. Stuttgart 2010)
- Garrett Droppers, The "Questiones de sphera" of Nicole Oresme, latin text with english translation, commentary and variants, Ann Arbor 1966.
- Le livre de politiques d'Aristote, a cura di Albert D. Menut, American Philosophical Society, Philadelphia 1970
- Nicole Oresme and the kinematics of circular motion: Tractatus de commensurabilitate vel incommensurabilitate motuum celi, edited with an introd., English translation, and commentary by Edward Grant, University of Wisconsin Press, Madison 1971
- Quaestio contra divinatores horoscopios, a cura di S. Caroti, in "Archives d'Histoire Doctrinale et Littéraire du Moyen Age", 43, 1976, pp. 201–310
- Le Quaestiones de sensu attribuite a Oresme e Alberto di Sassonia, edizione a cura di Jole Agrimi, Pubblicazioni della Facoltà di lettere e filosofia dell'Università di Pavia, La nuova Italia, Firenze 1983. ISBN 8822100689
- Nicole Oresme and the marvels of nature: a study of his De causis mirabilium with critical edition, translation and commentary by Bert Hansen, Pontifical institute of mediaeval studies, Toronto 1985. ISBN 0888440685
- Traité des monnaies et autres écrits monétaires du XIV siècle (Jean Buridan, Bartole de Sassoferrato), Lyon 1989
- Jacqueline Fau, Jeanne-Marie Viel, Nicole Oresme, Traité monétaire Treatise on money (1355), Édition trilingue juxtaposée Latinus-Français-English, Paris 1990
- Tractatus de origine et natura, iure & mutationibus monetarum (1485), Düsseldorf 1995
- Expositio et quaestiones in Aristotelis "De anima", édition, étude critique par Benoît Patar; études doctrinales en collaboration avec Claude Gagnon, Lovanio 1995
- Nicole Oresme's "De visione stellarum", a critical edition of Oresme's Treatise on optics and atmospheric refraction, with an introduction, commentary, and English translation by Dan Burton, Leiden - Boston 2007